# Pandelleia translucens
Pandelleia translucens là một loài ruồi trong họ Tachinidae.